# Torneo de Linz 2019
El Upper Austria Ladies Linz 2019 fue un torneo de tenis que se jugó en canchas duras bajo techo. Fue la 33.ª edición de la Upper Austria Ladies Linz, y formó parte de los torneos internacionales de la WTA Tour de 2019. Se llevó a cabo en Linz (Austria) del 7 al 13 de octubre de 2019.

## Distribución de puntos
| Modalidad           | Campeona | Finalista | Semifinales | Cuartos de final | 2ª ronda | 1ª ronda | Clasificadas | 3ª ronda de clasificación | 2ª ronda de clasificación | 1ª ronda de clasificación |
| Individual femenino | 280      | 180       | 110         | 60               | 30       | 1        | 18           | 14                        | 10                        | 1                         |
| Dobles femenino     | 280      | 180       | 110         | 60               | -        | 1        | -            | -                         | -                         | -                         |

## Cabezas de serie

### Individuales femenino
| Tenista                  | Ranking | Preclasificada |
| Kiki Bertens             | 8       | 1              |
| Belinda Bencic           | 10      | 2              |
| Anastasija Sevastova     | 18      | 3              |
| Donna Vekić              | 22      | 4              |
| Julia Görges             | 27      | 5              |
| Maria Sakkari            | 30      | 6              |
| Barbora Strýcová         | 34      | 7              |
| Ekaterina Alexandrova    | 38      | 8              |
| Anastasia Pavlyuchenkova | 40      | 9              |

- Ranking del 30 de septiembre de 2019.[2]

### Dobles femenino
| Tenista                               | Ranking | Preclasificada |
| Barbora Krejčíková Kateřina Siniaková | 17      | 1              |
| Alicja Rosolska Renata Voráčová       | 87      | 2              |
| Laura Siegemund Katarina Srebotnik    | 103     | 3              |
| Anna Blinkova Makoto Ninomiya         | 116     | 4              |

## Campeonas

### Individual femenino
Cori Gauff venció a  Jeļena Ostapenko por 6-3, 1-6, 6-2

### Dobles femenino
Barbora Krejčíková /  Kateřina Siniaková vencieron a  Barbara Haas /  Xenia Knoll por 6-4, 6-3